# Vallebygden

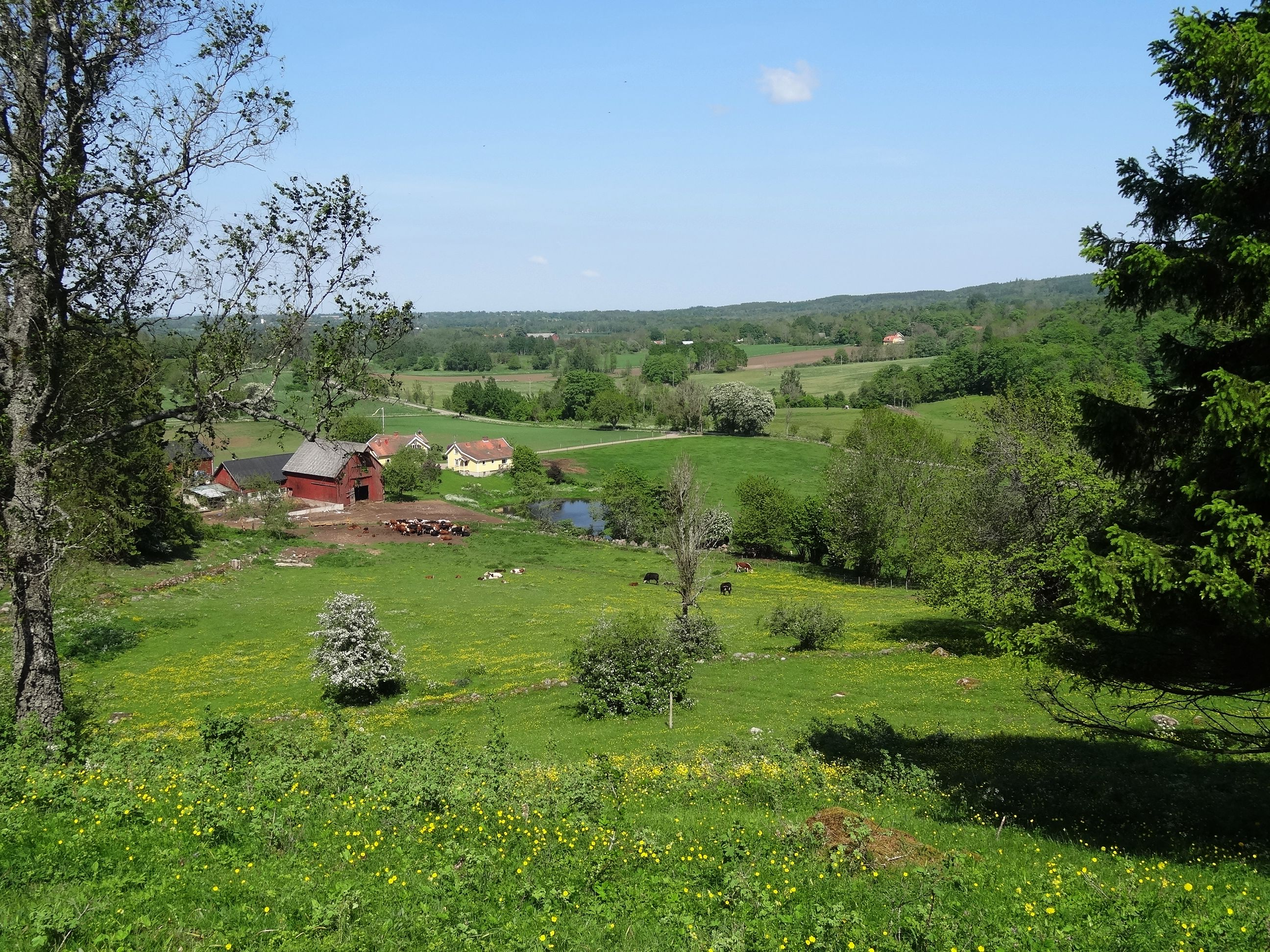
Utsikt från naturreservatet Lycke-Lilla Höjen med sitt mjukt böljande kamelandskap.

Vallebygden eller Valleområdet är ett särpräglat område väster om Billingen i Västergötland i Västra Götalands län.
Området består av ett kamelandskap med grusåsar, kullar, moränryggar, platåer samt sänkor där det ofta ligger sjöar eller kärr. Landskapet är mycket varierat med ängar, betesmarker och åkrar omväxlande med sjöar och ädellövskog. 
Där mot sluttningen av berget Billingen i öster har inlandsisen lämnat efter sig detta särpräglade sjörika böljande landskap. Inlandsisen låg här länge kvar och stora älvar i isen och lossbrutna isberg bildade med hjälp av grus och sand detta kuperade landskap. 
På en yta av 1100 ha har man avsatt flera naturreservat med olika flora och fauna. Inom dessa finns ett bevarat kulturlandskap med hagar, odlingsrösen och stengärdsgårdar, lundar med ädellövskog, kalkkärr med orkidéer, blomsterängar och sjöar. De ofta kalkrika flödena och jordarna bidrar till en rik flora. 
Naturreservaten Lycke-Lilla Höjen, Gullakrokssjöarna ligger i Skövde kommun. I Skara kommun ligger Bockaskedeåsen-Toran, Eahagen-Öglunda ängar, Hornborgarsjön, Höjentorp-Drottningkullen, Torp och Ökull-Borregården. Alla är en del i Vallebygdens kamelandskap.
Området är rikt på fornlämningar i form av hällkistor, gravrösen, gravfält och stensättningar mm.
I området finns flera vandringsleder bl.a. Vandra i Valle samt cykelleden Vallevägen.